# Прогресс МС-08
Прогресс МС-08 (№ 438, по классификации НАСА Progress 69 или 69P) — космический грузовой корабль серии «Прогресс», который госкорпорация Роскосмос запустила с помощью ракеты-носителя «Союз-2.1а», для доставки грузов к Международной космической станции (МКС).

## Запуск
Космический грузовик «Прогресс МС-08» планировалось запустить 11 февраля 2018 года с космодрома Байконур с помощью ракеты-носителя «Союз-2.1а». Планировалось, что это будет первый запуск кораблей серии «Прогресс» по сверхкороткой двухвитковой орбите вокруг Земли, при котором общий путь от космодрома до МКС займёт около 3,5 часов, однако 11 февраля 2018 года в 11 часов 58 минут после команды «ПУСК» сработала система автоматического выключения двигателей, и запуск был отложен. Пуск состоялся 13 февраля 2018 года в 08:13 UTC, полёт прошёл по более традиционной двухсуточной орбите.

## Стыковка
Стыковка с кормовым стыковочным узлом модуля «Звезда» МКС была произведена в автоматическом режиме 15 февраля 2018 года в 10:43 UTC.

## Груз
ТГК «Прогресс МС-08» доставил на Международную космическую станцию 1390 кг сухих грузов, 890 кг топлива в баках системы дозаправки, 420 кг воды в баках системы «Родник», а также 46 кг сжатого воздуха и кислорода в баллонах. В грузовом отсеке уложено научное оборудование, в том числе лётный комплект аппаратуры «Икарус», комплектующие для системы жизнеобеспечения, а также контейнеры с продуктами питания, предметы одежды, медикаменты и средства личной гигиены для членов экипажа.